# Za niebieskimi drzwiami (film)
Za niebieskimi drzwiami – polski film w reżyserii Mariusza Paleja. Premiera filmu miała miejsce 4 listopada 2016. Film jest ekranizacją powieści Marcina Szczygielskiego pod tym samym tytułem.

## Produkcja i premiera
Zdjęcia do filmu realizowano w okresie od września do listopada 2014 roku. Film kręcono w Górach Stołowych, Jakuszycach (część Szklarskiej Poręby), w Jeleniej Górze, Bystrzycy Kłodzkiej i w okolicy Nowej Rudy.
Premiera filmu (krajowa i światowa) odbyła się 4 listopada 2016.

## Fabuła
Jedenastoletni Łukasz wyjeżdża razem z samotnie wychowującą go matką na wakacje. W wyniku wypadku samochodowego trafiają do szpitala. Łukasz ma poważnie uszkodzoną nogę, a jego matka znajduje się w śpiączce. Trwa w niej pogrążona, gdy chłopiec opuszcza szpital. Opieki nad Łukaszem podejmuje się pani Cybulska, ich sąsiadka. Pewnego dnia przyjeżdża nieznana wcześniej Łukaszowi ciotka Agata, która zabiera go ze sobą nad morze do prowadzonego przez siebie pensjonatu Wysoki Klif. Któregoś dnia Łukasz odkrywa, że poprzez drzwi jego pokoju można przedostać się do niezwykłej krainy. Spotyka w niej przerażającego Krwawca. Z pomocą poznanych przyjaciół udaje mu się go pokonać.

## Różnice między filmem a książką
W filmie pobyt w szpitalu Łukasza i jego rehabilitacja trwa tylko miesiąc, podczas gdy w powieści prawie rok. Filmowy Krwawiec, w przeciwieństwie do postaci z powieści jest przerażającą, demoniczną istotą, pozbawioną ludzkich cech. Jego wygląd jest całkiem odmienny od książkowego pierwowzoru. W fabule filmu zamiast wątku wyjaśniającego pochodzenie Krwawca pojawia się historia zatonięcia kutra rybackiego, wyjaśniająca losy zaginionego ojca Łukasza. Film różni się od powieści zakończeniem. W książce zarówno ciotka Agata, jak i pensjonat Wysoki Klif istnieją rzeczywiście. Łukasz po wybudzeniu się ze śpiączki przyjeżdża do niego wraz z mamą, by przekonać się na własne oczy, w jakim stopniu rzeczywistość jest zgodna z jego snem. Puka nawet w błękitne drzwi wierząc, że może przenieść się do fantastycznego świata.

## Obsada
- Dominik Kowalczyk – Łukasz
- Ewa Błaszczyk – ciotka Agata
- Magdalena Nieć – mama Łukasza
- Michał Żebrowski – Krwawiec
- Teresa Lipowska – pani Cybulska
- Adam Ferency – lekarz
- Sara Ługowska – Monia
- Oskar Wojciechowski – Zgryz
- Jakub Gawarecki – Pchełka
- Gracja Niedźwiedź – pielęgniarka
- Justyna Sieńczyłło – pielęgniarka
- Marcel Sabat – tata Łukasza
- Tomasz Matusiak – taksówkarz[2]

## Nagrody
- 2016 – Ale Debiut! (nagroda za najlepszy debiut) na 34. Międzynarodowym Festiwalu Filmów Młodego Widza Ale Kino! w Poznaniu[6]
- 2016 – Nagroda Sieci Kin Studyjnych i Lokalnych (za błyskotliwy debiut w trudnej kategorii aktorskich filmów dla młodego widza) na Międzynarodowym Festiwalu Filmów dla Najmłodszych „W chmurach” w Lublinie[7]
- 2017 – Wyróżnienie Krajowej Izby Producentów Audiowizualnych (za działania na rzecz przywrócenia tematu kina dla dzieci na polskim rynku w ostatnim roku) na Międzynarodowym Festiwalu Kina Niezależnego „Off Camera” w Krakowie[2]
- 2017 – Nagroda Publiczności na Międzynarodowym Festiwalu Filmów dla Dzieci „Schlingel” w Chemnitz[2]
- 2017 – Nagroda Jury Młodzieżowego na Międzynarodowym Festiwalu Filmów dla Dzieci „Schlingel” w Chemnitz[2]
- 2017 – Nagroda Główna „Złote Kadry”' dla najlepszego filmu pełnometrażowego (za niezwykłą i wzruszającą fabułę, ukazującą miłość między dzieckiem a rodzicem. Niesamowite efekty specjalne i świetnie dobraną muzykę, która stwarza napięcie i trzyma w niepewności do samego końca) na Międzynarodowym Festiwalu dla Dzieci i Młodzieży „KinoJazda” w Nowym Sączu[2]
- 2017 – Chicago (Festiwal Filmu Polskiego w Ameryce) – Nagroda "Society Humanitarian Award"
- 2017 – Kijów Międzynarodowy Festiwal Filmowy MOLODIST – Specjalne Wyróżnienie Jury Najlepszy Scenariusz konkursu Teen Screen
- 2018 – Toronto TBFF – Nagroda dla najlepszego filmu dla dzieci
- 2018 – Satisfied Eye International Film Festival – Nagroda dla najlepszego pełnometrażowego filmu nieanglojęzycznego
- 2018 – Merida – Międzynarodowy Audiowizualny Festiwal dla Dzieci i Młodzieży – Nagroda Główna
- 2018 – Panama Międzynarodowy Festiwal Filmów dla Dzieci – Nagroda dla najlepszego międzynarodowego filmu fabularnego
- 2018 – Torremolinos Międzynarodowy Festiwal Filmów Fantastycznych – Grand Prix
- 2018 – Torremolinos Międzynarodowy Festiwal Filmów Fantastycznych – Nagroda za najlepsze efekty specjalne
- 2018 – Torremolinos Międzynarodowy Festiwal Filmów Fantastycznych – Nagroda dla najlepszego młodego aktora
- 2018 – Birmingham Film Festival – Nagroda za najlepsze zdjęcia Witold Płóciennik
- 2018 – Birmingham Film Festival – Nagroda za najlepszą scenografię Katarzyna Sobańska
- 2018 – Vancouver (Las Cruces International Film Festival) – Nagroda za najlepsze zdjęcia Witold Płóciennik